# 城口当归
城口当归（学名：Angelica dielsii）为伞形科当归属的植物，为中国的特有植物。分布在中国大陆的四川等地，目前尚未由人工引种栽培。